# Ludwig Waldschmidt
Ludwig Waldschmidt (* 6. Dezember 1886 in Kaiserslautern; † 1. Januar 1957 ebenda) war ein deutscher Maler und Grafiker.

## Leben
Waldschmidt absolvierte eine Lehre als Dekorationsmaler im väterlichen Malergeschäft und ein Studium an der Meisterschule für Handwerker, bevor er die Anatomie- und Aktschule von Gustav Schmidt in München besuchte. Von 1919 bis 1920 studierte er an der Akademie der Bildenden Künste München. 1924 zog er nach Berlin. Das Adressbuch weist ihn 1943 als Kunstmaler in der Westendallee 110 aus. 1948 kehrte er nach Kaiserslautern zurück.

## Werk
Ludwig Waldschmidt zählt zu den bedeutendsten Pfälzer Expressionisten. In eindringlichen Porträts zeigte er Menschen in der Arbeitswelt. Themen seiner Gemälde sind vor allem Bauern und Industriearbeiter. Daneben malte er Landschaftsbilder, in denen er die Wälder seiner Heimat, die Weinberge an der Haardt, aber auch Industrielandschaften darstellte. 1922 war er Gründungsmitglied der Arbeitsgemeinschaft Pfälzer Künstler (apk).
Für die Zeit des Nationalsozialismus ist die Teilnahme an lediglich einer Ausstellung 1936 belegt. Waldschmidts expressionistische Bilder galten den Nationalsozialisten als "entartet", und 1937 wurden im Rahmen der deutschlandweiten konzertierten Aktion „Entartete Kunst“ Werke Waldschmidts aus öffentlichen Sammlungen beschlagnahmt und zerstört.

## 1937 als „entartet“ aus öffentlichen Sammlungen nachweislich beschlagnahmte und zerstörte Werke
- o. t. (Radierung; Pfälzisches Gewerbemuseum Kaiserslautern)
- Betende Frau (Radierung; Städtische Kunsthalle Mannheim)
- Landschaft mit Haus (Radierung; Städtische Kunsthalle Mannheim)
- Springer (Radierung; Städtische Kunsthalle Mannheim)
- Landschaft mit Sonne (Radierung; Städtische Kunsthalle Mannheim)
- Christus mit seinen Jüngern (Radierung; Städtische Kunsthalle Mannheim)
- Geigerin und Klavierspielerin (Radierung; Städtische Kunsthalle Mannheim)
- Frau am Flügel und Sängerin (Radierung; Städtische Kunsthalle Mannheim)
- Westrichlandschaft (Tafelbild; Pfälzisches Gewerbemuseum Kaiserslautern)

## Ausstellungen (unvollständig)
- 1936: Kaiserslautern, Pfälzische Landesgewerbeanstalt („Kunstschaffen der Westmark“)

- 1945/1946: Berlin, vom Kulturbund zur Demokratischen Erneuerung Deutschlands veranstalteten Ausstellung Bildender Künstler[2]

- 1946: Allgemeine Deutsche Kunstausstellung in Dresden

- 1946: I. Deutsche Kunstausstellung, Berlin, Zeughaus Unter den Linden

- 1948: Ludwig Waldschmidt, Pfälzische Landesgewerbeanstalt Kaiserslautern
- 1956: Ludwig Waldschmidt, Pfälzische Landesgewerbeanstalt Kaiserslautern
- 1967: Ludwig Waldschmidt zum 80. Geburtstag und 10. Todestag, Pfalzgalerie Kaiserslautern
- 1989: Ludwig Waldschmidt. Gemälde und Grafik, Stadt- und Heimatmuseum Kusel